# Kościół św. Teresy od Dzieciątka Jezus w Lublinie
Kościół Świętej Teresy od Dzieciątka Jezus w Lublinie – rzymskokatolicki kościół parafialny należący do parafii pod tym samym wezwaniem (dekanat Lublin – Południe archidiecezji lubelskiej). Znajduje się w lubelskiej dzielnicy Za Cukrownią.
Parafia erygowana została w dniu 5 września 1937 roku. Kościół został zbudowany latach 1936–1937 według projektu architekta Jerzego Siennickiego. Świątynia przechodziła remonty w latach 1947, 1957 i 1973, do końca XX wieku dotrwała w stanie nienaruszonym. Dopiero w 1998 roku budynek został ocieplony, a jego elewacje zostały pokryte łamanym piaskowcem i tzw. sidingiem.
Świątynia została wzniesiona w konstrukcji szachulcowej (drewniany szkielet wypełniony murem). Składa się z jednej nawy z zamkniętym trójbocznie prezbiterium, dwukrotnie węższym w stosunku do nawy.
Bryła budynku składa się z sześcianu nawy, flankowanego przez symetryczne zakrystie prezbiterium, a także z wieży. W dolnej części wieży znajduje się kaplica św. Antoniego, otwierająca się do wnętrza nawy. Powyżej korony murów nawy wieża jest lekko rozszerzona. Świątynia nakryta jest niskimi dachami – nad nawą znajduje się czterospadowy – z małą wieżyczką na sygnaturkę umieszczoną w centralnej części. Z kolei dach wieży zwieńcza niewysoki krzyż.
Głównym elementem kompozycji elewacji świątyni są nieregularnie umieszczone okna o różnych wielkościach. Po remoncie w 1998 roku cokół budowli jest pokryty łamanym piaskowcem, natomiast ściany powyżej tzw. sidingiem.
Architekturę budowli można zaliczyć do modernizmu. Jedynymi odstępstwami od nowoczesnego kształtowania bryły i detalu są trzyarkadowy podcień umieszczony przy głównym wejściu oraz trójboczne zamknięcie prezbiterium. Do rodzimej architektury nawiązują nieduże kominy znajdujące się na dachach zakrystii, wykonane z betonowych prefabrykatów o chropowatej powierzchni, naśladujących naturalny kamień.
Kościół jest zapewne jedyną na Lubelszczyźnie świątynią, wzniesioną w konstrukcji szachulcowej. Cechą charakterystyczną tej budowli jest połączenie nowoczesnego budownictwa sakralnego z tradycyjnym systemem konstrukcji. We wnętrzu są umieszczone dostosowane do form świątyni ołtarze, zaprojektowane przez lubelskich architektów: główny, św. Teresy – dzieło Jerzego Siennickiego, oraz boczne – dzieło Czesława Gawdzika
Kościół figuruje w gminnej ewidencji zabytków miasta Lublin.